# Cisitalia D46
La Cisitalia D46 è un'automobile da competizione prodotta dalla Cisitalia.

## Sviluppo
Progettata da Dante Giacosa e Giovanni Savonuzzi su commissione di Piero Dusio, all'epoca presidente dello Juventus Football Club e industriale. Giacosa entra in contatto con Dusio grazie al signor Casalis alla fine del 1944, uomo di fiducia dell'industriale torinese, che si occupava delle carrozzerie su commissione presso la Cisitalia (Compagnia Industriale Sportiva Italia), all'epoca officina meccanica sita in Corso Peschiera che si occupava principalmente della produzione di biciclette Beltrame.
Giacosa, continuando a lavorare per FIAT, si occupò della progettazione della vettura nel tempo libero. Per facilitargli il compito Dusio gli offrì di alloggiare nella sua villa di Corso Galileo Ferraris, abbandonata da lui e dalla sua famiglia dopo un bombardamento ma pienamente abitabile. Il progetto veniva così sviluppato con l'aiuto del disegnatore Edoardo Grosso, non senza difficoltà legate alla guerra. Giacosa ricorda che il primo modello in scala 1:5 in plastilina fu distrutto da una pattuglia di polizia tedesca in cerca di Dusio. Il progettista contribuì attivamente anche alla costruzione e alla messa a punto del primo prototipo.

## Tecnica
Al secondo piano della Villa, in poco più di 8 mesi Giacosa disegna un progetto rivoluzionario per l'epoca, probabilmente inventando il telaio tubolare a traliccio, con dei costi di produzione bassissimi, in quanto basato su meccaniche derivate dalla Fiat 500 "Topolino" e dalla 508B/1100. Giacosa sostiene che la geniale intuizione del telaio tubolare gli venne pensando alle competenze delle maestranze abituate a saldare tubi di acciaio per la produzione di biciclette. La carrozzeria era una semplice lamiera di alluminio, modellata per il prototipo dal carrozziere Motto e da Giacosa stesso. Peculiari sono le carenature delle sospensioni anteriori che lo stesso Giacosa definisce "civetteria estetica" in quanto atte al solo mascheramento degli organi delle sospensioni, "né utili, né pratiche per la corsa".
I freni ed il blocco motore era infatti della 1100, mentre le sospensioni anteriori semi-indipendenti a quadrilatero della 500. La sospensione posteriore risentiva degli studi fatti durante la guerra in Fiat: molle elicoidali poste tra telaio e due molle a mezza balestra longitudinali (una per lato, fissate al telaio con uno snodo sferico ciascuna) che sostenevano il ponte, mentre al centro un triangolo collegava ponte e telaio, con l'aggiunta di una molla elicoidale e di uno snodo sferico sul telaio attraversato da un perno, cosicché la rigidità della sospensione poteva variare in base all'altezza del ponte e le due molle a mezza balestra fungevano da elemento antirollio.
Il motore aveva subito notevoli elaborazioni, tanto da portare la potenza da 32 CV a 62 CV a 5.500 giri, arrivando ad un rapporto di compressione di 9,5:1, impressionante per l'epoca. Era stato posto in posizione longitudinale all'anteriore, insieme al cambio ed al radiatore. Il cambio, frutto di un altro studio compiuto in Fiat durante la guerra, era a tre velocità più retromarcia, senza leva, con frizione centrifuga automatica attuato da un pedale, il quale nel primo tratto staccava la frizione e nel secondo inseriva il rapporto. Con questo sistema la cambiata era molto precisa e veloce: bastava infatti spingere a fondo corsa il pedale (normalmente inteso come "frizione") per l'innesto, premere di nuovo per passare in seconda e da qui in poi ogni pressione del pedale permetteva di cambiare tra seconda e terza. Per poter tornare in prima, una volta in seconda, bisognava spostare il selettore sul volante che cambiava tra prima e retromarcia verso la retromarcia, e premere la frizione. La trazione era posteriore, come di tradizione all'epoca.
Il volante era lo stesso della Topolino. Essendo la cella del pilota larga appena 45 cm ed al contempo il diametro del volante considerevole, Giacosa lo rese ribaltabile con un meccanismo che consentiva una fuga rapida in caso di emergenza.

## Attività sportiva
La vettura venne portata in gara con notevole successo da diversi piloti che si confrontarono con vetture più potenti ma progettualmente più vecchie.
L'esordio sportivo della Cisitalia è datato alla fine del mese di agosto 1946, con la Coppa Brezzi, una mattina al Parco del Valentino, allestito per l'occasione a circuito cittadino. Si trattava della prima corsa su circuito chiuso in Italia dopo la seconda guerra mondiale.
7 piccole Cisitalia si presentarono alla partenza, gareggiando contro altre 26 vetture, i cui 3 portate appositamente da Parigi da parte di Amedeo Gordini. Tra i piloti della Cisitalia D46 vi era Tazio Nuvolari, il quale, non avendo bloccato il volante ribaltabile della sua monoposto al momento della partenza, dopo aver sorpassato tutti gli avversari e aver compiuto qualche curva con la sua consueta violenza, il volante si staccò dal piantone. Il pilota continuò la corsa aggrappandosi al piantone ma dopo qualche giro fu costretto a ritirarsi.
Fu comunque un trionfo, con lo stesso Piero Dusio a vincere la coppa seguito da altre due D46 pilotate da Franco Cortese e Louis Chiron.

## Successivo sviluppi del progetto
I successi della D46 rapidamente incontrarono l'interesse di vari acquirenti famosi, anche stranieri, tra questi Hans Stuck, asso delle corse di salita.
Dusio rapidamente cercò di fare il grande passo verso la costruzione di una industria che potesse rivaleggiare con la Lancia, ma Giacosa non accettò il rischio, considerando il tempo storico non propizio ed essendo egli stesso troppo legato alla Fiat. Tuttavia acconsentì a fornire uno sviluppo di massima del coupé biposto, che successivamente prese il nome di Cisitalia 202, delegando lo sviluppo definitivo all'ingegner Giovanni Savonuzzi, passato dalla Fiat alla Cisitalia appositamente per allestire la produzione della D46.